# 19873 Chentao
19873 Chentao (tên chỉ định: 6632 P-L) là một tiểu hành tinh vành đai chính. Nó được phát hiện bởi Cornelis Johannes van Houten, Ingrid van Houten-Groeneveld, và Tom Gehrels ở Đài thiên văn Palomar ở Quận San Diego, California, ngày 24 tháng 9 năm 1960. Nó được đặt theo tên Tao Chen, nhà thiên văn học nghiệp dư Trung Quốc.